# Equipe eslovaca na Copa Billie Jean King
A equipe eslovaca na Copa Billie Jean King representa a Eslováquia na Copa Billie Jean King, principal competição de tênis feminina por equipes do mundo. É administrada pela Slovak Tennis Association.
Conquistou um título, em 2002. Até 1992, fazia parte da Checoslováquia. Não herdou o histórico depois da dissolução do antigo país, ao contrário da Chéquia.

## Última escalação
Para o qualificatório de 2023, em abril:
- Anna Karolína Schmiedlová
- Viktória Hrunčáková
- Radka Zelníčková
- Renáta Jamrichová
- Tereza Mihalíková